# Diego Ventura de Guzmán y Fernández de Córdoba
Diego Ventura de Guzmán y Fernández de Córdoba (Madrid, 10 de noviembre de 1738 - Ibidem, 8 de julio de 1805) fue un influyente aristócrata español en la corte de los reyes Carlos III y Carlos IV, XVII marqués de Aguilar de Campoo, VII marqués de Montealegre, XIV conde de Oñate y VIII conde de los Arcos, cuatro veces grande de España. Chanciller Mayor de Castilla.

## Biografía
Fue hijo de José de Guzmán y Guevara, VI marqués de Montealegre y XII conde de Oñate, grande de España, Sumiller de Corps de Su Majestad y caballero de la Orden del Toisón de Oro y de María Feliche Fernández de Córdoba y Spínola de la Cerda, hija de los X duques de Medinaceli, IX marqueses de Priego.
El mismo fue Gentilhombre y  Mayordomo Mayor entre 1802 y 1805 de S.M., caballero de la Orden del Toisón de Oro y gran cruz de la Orden de Carlos III.
Casó con María Isidra de la Cerda y de Guzmán, XIX duquesa de Nájera y XIV condesa de Paredes de Nava, dos veces grande de España con la cual tuvo varios hijos entre los que se cuenta María Isidra de Guzmán y de la Cerda, por su matrimonio marquesa de Guadalcázar, conocida como la doctora de Alcalá y que fue la primera mujer española en ostentar el título de Doctor y en ser miembro de la Real Academia Española.